# Tom Hanks
Thomas Jeffrey Hanks (Concord, California, 9 de julio de 1956) es un actor, guionista, productor de cine y director de cine estadounidense. Es de los intérpretes más reconocidos de Hollywood. Varias de sus películas, sean dramas o comedias, han recibido el reconocimiento internacional. 
Algunos de sus trabajos más conocidos son Splash de 1984, Big de 1988, Socios y sabuesos de 1989, A League of Their Own de 1992, Sleepless in Seattle de 1993, Philadelphia de 1993, Forrest Gump de 1994, Apolo 13 de 1995, Saving Private Ryan de 1998, Tienes un e-mail de 1998, The Green Mile de 1999, Náufrago de 2000 y El código Da Vinci de 2006, y de igual forma ha prestado su voz para las cintas infantiles The Polar Express de 2004, la saga Toy Story y Pinocho en 2022. Otras películas importantes han sido Bridge of Spies en 2015, Sully en 2016, en The Post del 2017 y A Beautiful Day in the Neighborhood de 2019, el cual le valió su sexta nominación al Óscar, 19 años después de su última nominación como actor.
Sus películas han recaudado más de 4.500 millones de dólares en Estados Unidos y Canadá y más de 9.000 millones a nivel mundial, lo que lo convirtió en el tercer actor de mayor recaudación en Norteamérica. Ha sido candidato a numerosos premios a lo largo de su carrera y se ha hecho con el Globo de Oro, el premio del Sindicato de Actores, el People's Choice Award, el BAFTA, y dos premios Óscar. En 2014 fue homenajeado con el Premio Kennedy y en 2016 recibió de manos del presidente de Estados Unidos, Barack Obama, la Medalla de la Libertad, así como la Legión de Honor por parte del gobierno de Francia.
Ha colaborado en distintas ocasiones con Steven Spielberg en Saving Private Ryan, Atrápame si puedes de 2002, La terminal de 2004 y Bridge of Spies de 2015; así como la serie de televisión Band of Brothers de 2001 y su secuela, The Pacific.

## Biografía

### Infancia y juventud
Hanks nació el 9 de julio de 1956 en la ciudad de Concord, California, Estados Unidos. Es hijo de Amos Mefford Hanks, cocinero descendiente de ingleses, y Janet Marylyn, enfermera de ascendencia portuguesa. A través de su línea genealógica paterna, Hanks es descendiente lejano del presidente Abraham Lincoln. Hanks narró en el programa de televisión Killing Lincoln este parentesco en 2011.
Sus padres se divorciaron en 1960. La pareja tuvo cuatro hijos: Tom, la escritora Sandra Hanks Benoiton, el profesor de entomología de la Universidad de Illinois en Urbana-Champaign Lawrence Hanks y el también actor Jim Hanks. Los familiares de Hanks son de religión católica y mormones.
En su infancia, la familia de Hanks se mudaba continuamente. De hecho, a los diez años, Tom había vivido en 10 casas diferentes. En la escuela, fue un chico retraído tanto para sus compañeros como para los profesores. Como diría a la revista Rolling Stone años despuésː 

Yo era un friki y un estúpido. Además, era terrible, doloroso y terriblemente tímido. Al mismo tiempo, era el tipo que decía en alto comentarios divertidos durante la proyección de las películas. Pero no me metía en problemas. Siempre fui un buen chico y bastante responsable.

En 1965, su padre se casó con Frances Wong, una mujer de San Francisco de origen chino. Frances tenía tres hijos, dos de ellos vivieron con Hanks durante su época de instituto.

### Inicio en el mundo de la interpretación
Estudió en la Skyline High School de Oakland. Por aquel entonces, Hanks ya actuaba en obras de teatro del colegio como South Pacific e, incluso ganó un premio al mejor actor de teatro de su instituto. 
Hanks se matriculó en teatro en el Chabot College de Hayward, California, y de aquí a la Universidad Estatal de Sacramento dos años después. En una entrevista en 2001 del presentador Bob Costas, Hanks se le preguntó si preferiría tener un Oscar o un Trofeo Heisman (premio que se otorga al mejor jugador de fútbol americano universitario). Él respondió que hubiera preferido un Heisman pero tendría que haber seguido jugando en los California Golden Bears. En una entrevista en 1986, dijo al New York que:

Las clases de actuación me parecían el mejor lugar para un chico al que le gustaba hacer mucho ruido y ser bastante extravagante. Pasé mucho tiempo yendo a obras de teatro. No tendría una cita conmigo mismo. Iba al teatro, compraba una entrada, me sentaba en el asiento y leía el programa, y luego me metía completamente en la obra. Pasé mucho tiempo así, viendo Brecht, Tennessee Williams, Ibsen y todo eso.

Durante esos años estudiando teatro, Hanks conoció a Vincent Dowling, jefe del Great Lakes Theater Festival de Cleveland, Ohio. Gracias a su influencia, Hanks se convirtió en trabajador del festival. En esos tres años de experiencia, tocó todos los aspectos de la producción teatral, como la iluminación, el diseño de escenarios y la dirección de escena, y le llevó a abandonar la universidad. En ese tiempo, Hanks ganó el Cleveland Critics Circle Award al Mejor Actor por su interpretación de Proteo en la obra de Shakespeare de 1978 Los dos hidalgos de Verona (uno de los pocos papeles en los que Hanks ha hecho de villano).

### 1979-1992ː Inicios y referente en el cine cómico

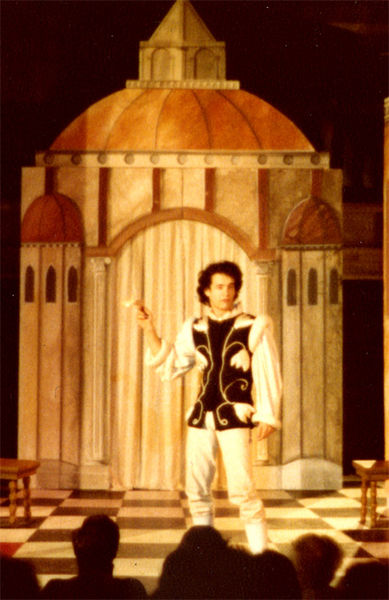
Hanks en un momento de la obra teatral La mandrágora en 1980.

En 1979, Hanks se trasladó a Nueva York, donde hizo su debut en las películas de terror slasher de bajo presupuesto Sabe que estás sola (He Knows You're Alone) (1980) a la vez que conseguía el papel protagonista en el telefilm Mazes and Monsters. En el aspecto teatral, sería elegido para encarnar a Calimaco, en la producción de la Riverside Shakespeare Company La mandrágora de Nicolás Maquiavelo, dirigida por Daniel Southern. En 1980, Hanks sería uno de los protagonistas del piloto de la ABC Bosom Buddies. Peter Scolari y él interpretaban a una pareja de jóvenes publicistas obligados a vestirse como mujeres para poder vivir en un hotel de precios económicos solo para mujeres. Hanks había trabajado con Scolari en el concurso de los 70 Make Me Laugh. Bosom Buddies permaneció dos temporadas en antena, aunque sin grandes audiencias.

El primer día que lo vi en el set, pensé: Lástima que no estará en televisión por mucho tiempo. Sabía que sería una estrella de cine en dos años.
Ian Praisier, coproductor de Bosom Buddies, a la revista Rolling Stone

Hanks hizo una aparición especial en un episodio de Días felices (Happy Days) titulado "A Little Case of Revenge," en la que interpretó a un excompañero de clase descontento de Fonzie) cuando se encontró a Lowell Ganz y Babaloo Mandel que en ese momento estaban escribiendo el guion de Splash (1984), una comedia romántica fantástica sobre una sirena que se enamora de un humano. Ganz y Mandel sugirieron al director Ron Howard que pensara en Hanks para el reparto. Al principio, Howard consideró darle el papel que finalmente hizo John Candy del hermano tarambana del protagonista. Pero al verlo actuar, le dio el papel principal. La película fue todo un éxito consiguiendo en la taquilla de Estados Unidos 69 millones de dólares. De aquí, pasó a protagonizar la comedia sexual Despedida de soltero (Bachelor Party), también estrenada en 1984. En 1983–84, Hanks alternó estos trabajos en el cine con apariciones en la serie de TV Enredos de familia (Family Ties) en el papel del hermano alcohólico de Elyse Keaton Ned Donnelly.
Con Nada en común (Nothing in Common) (1986)—una historia sobre un joven ensombrecido por su padre (Jackie Gleason)—Hanks comenzaba a experimentar y alternar papeles cómicos con los dramáticos. En una entrevista a Rolling Stone, Hanks describía su experiencia: 

Cambió mis deseos de trabajar en películas. Parte de ello era la naturaleza del material, lo que intentábamos decir. Pero además de eso, se centró en las relaciones de las personas. La historia era sobre un chico y su padre, no como, "Esta casa es una ruina (The Money Pit)", donde la historia se centra en la vida de una pareja con su casa.

Pero en general, su fuerte esos años era la comedia. En 1987, firmaría un contrato con Walt Disney Studios donde encabezó a un grupo de talentos en un pacto de actuación/producción. Después de algunos fracasos más y un éxito moderado con la comedia Dos sabuesos despistados (Dragnet), la dimensión de Hanks en la industria comenzó a crecer.

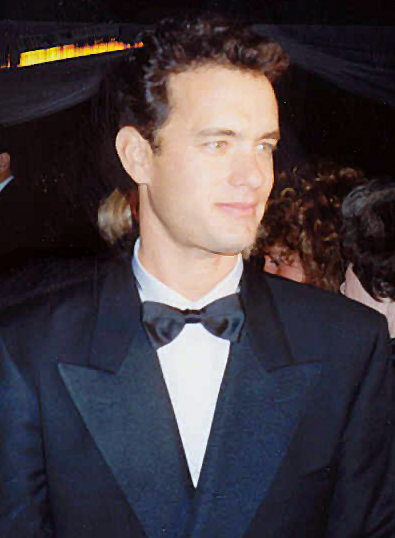
Hanks en la fiesta posterior de los 61.ª edición de los Premios Óscar en marzo de 1989 a los 32 años.

El éxito tanto de crítica como de público de la comedia Big en 1988 lo colocó como uno de los mayores talentos de Hollywood. Por esta actuación, Hanks ganaría su primera nominación al Óscar al mejor actor. A Big le seguiría la comedia Lo que cuenta es el final (Punchline), en la que él y Sally Field protagonizaban una pareja de cómicos de stand-up.
En 1989, Hanks sufrió una pequeña racha de fracasos en taquilla con No matarás... al vecino (The 'Burbs) (1989), Joe contra el volcán (Joe Versus the Volcano) (1990) y La hoguera de las vanidades (The Bonfire of the Vanities) junto con Bruce Willis, Melanie Griffith y Morgan Freeman (1990). En esta última, interpretó a una figura codiciosa de Wall Street que se ve envuelta en un accidente de atropello con fuga. La cinta de 1989 Socios y sabuesos (Turner & Hooch) fue el único éxito de sus éxitos en este periodo. En 1993 en el canal Disney Adventures, Hanks dijo que: 

Vi "Turner & Hooch" el otro día en la tienda SAC y no pude evitar recordarlo. Lloré como un bebé.

En 1992, Hanks volvería a la cima con su retrato como leyenda del béisbol que vuelve para dirigir un equipo de mujeres en Ellas dan el golpe (A League of Their Own). Hanks ha dicho que su actuación en papeles anteriores no fue excelente, pero que posteriormente mejoró. En una entrevista a Vanity Fair, Hanks dijo que: 

Esta es mi era moderna como actor... Mi trabajo se ha vuelto menos pretenciosamente falso y exagerado.

### 1993-2000ː Consagración como gran estrella
A pesar de que era ya un referente en Hollywood, la carrera de Hanks dio un giro de en 1993. Esta "era moderna" comenzó con Algo para recordar (Sleepless in Seattle) que protagonizó junto con Meg Ryan. Esta película, adaptación del clásico de Tú y yo, habla de un viudo que encuentra a su verdadero amor a través de la radio. Richard Schickel de TIME calificó su actuación como "encantadora," y la mayoría de los críticos estuvieron de acuerdo en que la interpretación de Hanks le aseguraba un lugar entre las principales estrellas de comedia romántica de su generación.

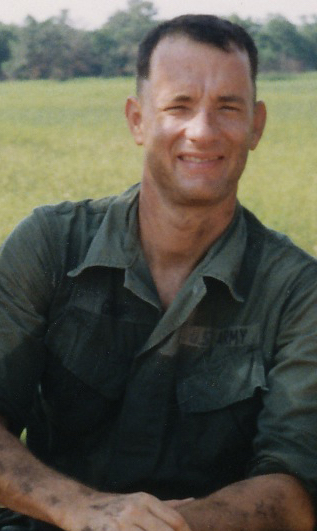
Hanks en un descanso del rodaje de Forrest Gump (1994).

Pero el gran giro sería con su interpretación en Philadelphia. Allí encarnaría a un abogado gay con el virus del SIDA que denuncia a su bufete por discriminación. Hanks perdió 16 kilos y se rapó el pelo para dar una imagen de persona enfermiza. En una crítica para la revista People, Leah Rozen escribía que: 

Por encima de todo, el éxito de "Philadelphia" reside en Hanks, que se centra de interpretar a un personaje, no a un santo. Es rotundamente fantástico, brindando una interpretación profundamente sentida y cuidadosamente matizada que merece un Óscar.

Precisamente, Hanks ganaría su primer Óscar al mejor actor. En el discurso de agradecimiento, reveló que su maestro de teatro de la escuela secundaria, Rawley Farnsworth, y su excompañero de clase John Gilkerson, dos personas cercanas a él, eran homosexuales.
A Hanks le siguió en 1994 el gran éxito Forrest Gump, película que recaudó más de 600 millones de dólares. Hanks recordaba que: 

Cuando leí el guión de 'Gump', lo vi como una de esas películas grandiosas y llenas de esperanza a las que el público puede ir y sentir... algo de esperanza para su suerte y su posición en la vida... Saqué esa conclusión de las películas de la que vi de niño cien millones de veces. Todavía lo hago.

Hanks ganó su segundo Óscar al mejor actor de manera consecutiva, siendo el primer actor que consigue este hito desde que Spencer Tracy lo hiciera en 1939. Hanks y Tracy tenían la misma edad cuando recibieron sus Óscars: Tracy tenía 37 y Hanks, 38.
El siguiente papel de Hanks fue el del astronauta y comandante Jim Lovell de la cinta de 1995 Apolo 13, donde volvía a trabajar a la órdenes de Ron Howard. La crítica en general aplaudió la actuación de todo el reparto donde se incluía a Kevin Bacon, Bill Paxton, Gary Sinise, Ed Harris y Kathleen Quinlan. La película consiguió nueve nominaciones a los Óscar, ganando dos de ellos. A finales del año, Hanks puso la voz del Sheriff Woody en la película de Pixar Toy Story.

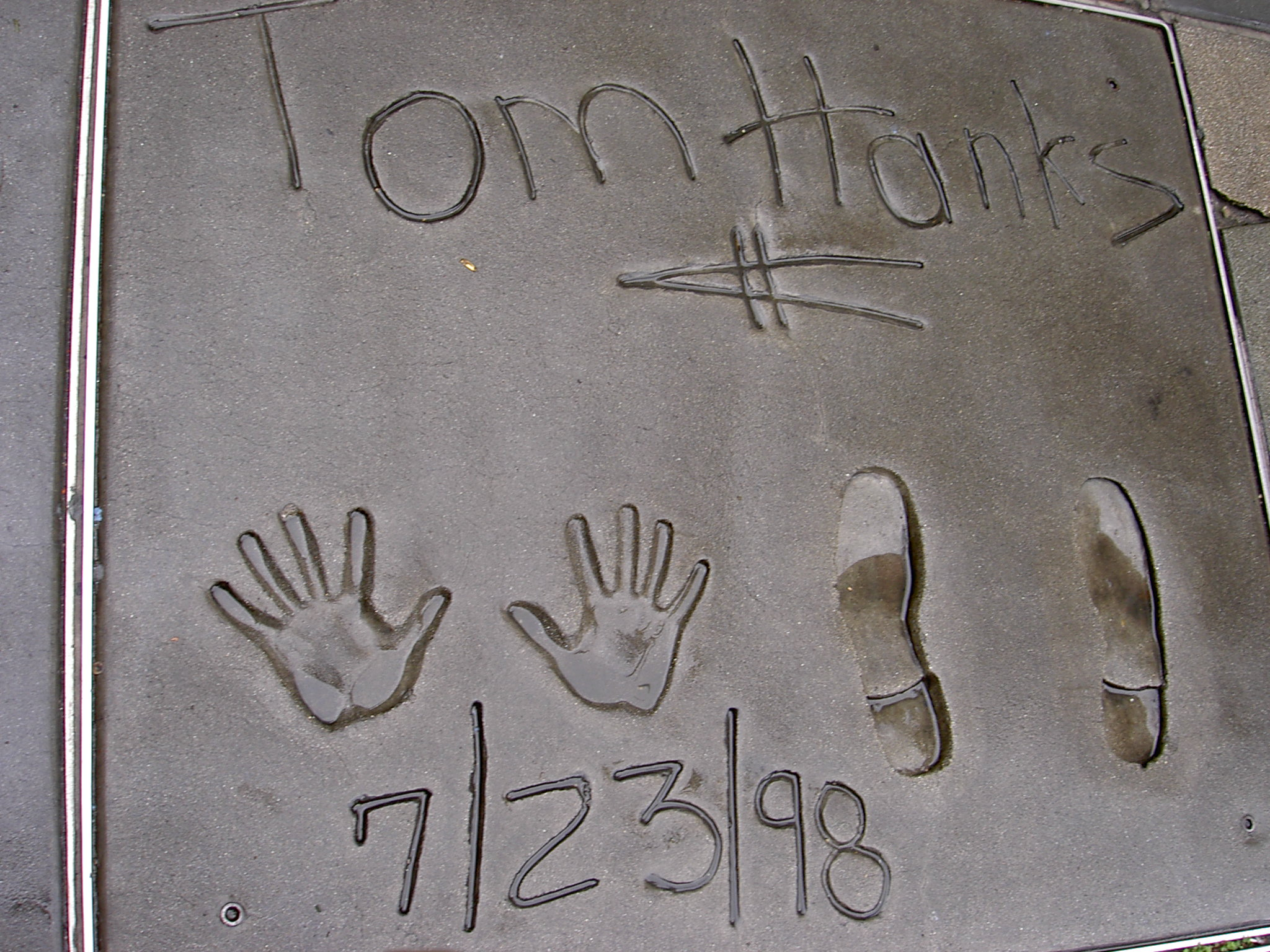
Huellas del actor delante del Grauman's Chinese Theatre de Hollywood (1998).

Hanks hizo su debut como director en 1996 con el film The Wonders (That Thing You Do!) sobre un grupo de los 60 y en el que Hanks se reserva el papel de productor musical. Hanks y el productor Gary Goetzman crearon Playtone, una compañía discográfica y de producción cinematográfica que lleva el nombre de la compañía discográfica de la película.
Ese mismo año, fue el productor ejecutivo, escribió y codigirió el docudrama de HBO De la Tierra a la Luna (From the Earth to the Moon). En los 12 capítulos de la serie, relató el programa espacial desde su inicio a través de los vuelos de Neil Armstrong y Jim Lovell, hasta los sentimientos personales que rodean la realidad de los alunizajes. El proyecto ganó diferentes Premios Emmyy costó 68 millones de dólares, uno de los más caros de la historia de la televisión.
En 1998, su próximo proyecto no fue menos ambicioso. Protagonizó Salvar al soldado Ryan (Saving Private Ryan)—donde trabajaría por primera vez a las órdenes de Steven Spielberg—, que narraba la llegada de un comando a Francia después del Día D para rescatar a un soldado. Se ganó los elogios y el respeto de la comunidad cinematográfica, la crítica y el público en general y por la que de nuevo fue nominado por cuarta vez al Óscar al mejor actor. A finales de ese año, volvió a coincidir con Meg Ryan para protagonizar otra comedia romántica Tienes un e-mail (You've Got Mail), adaptación del clásico de los 40 El bazar de las sorpresas (The Shop Around the Corner). En 1999, se pone bajo las órdenes de Frank Darabont en La milla verde (The Green Mile) basado en un cuento de Stephen King y también volvió a poner la voz a Woody en Toy Story 2, secuela de Toy Story.

### 2000-2009 Actor habitual de Spielberg, Zemeckis y Howard
Y año más tarde cuando llegó el siglo XXI, Hanks protagoniza la producción de Robert Zemeckis, Náufrago, por el que recibiría el Globo de Oro al mejor actor y la cuarta nominación a los Óscar por su interpretación del analista de sistemas de FedEx que se queda aislado en una isla. El afamado crítico Roger Ebert del The Chicago Sun-Times escribió que la actuación de Hanks:

Demuestra aquí una vez más lo eficaz que es. Nunca se esfuerza por lograr un efecto, siempre es persuasivo incluso en esta situación improbable, ganándose nuestra simpatía con sus ojos y su lenguaje corporal cuando no hay nadie más en la pantalla.

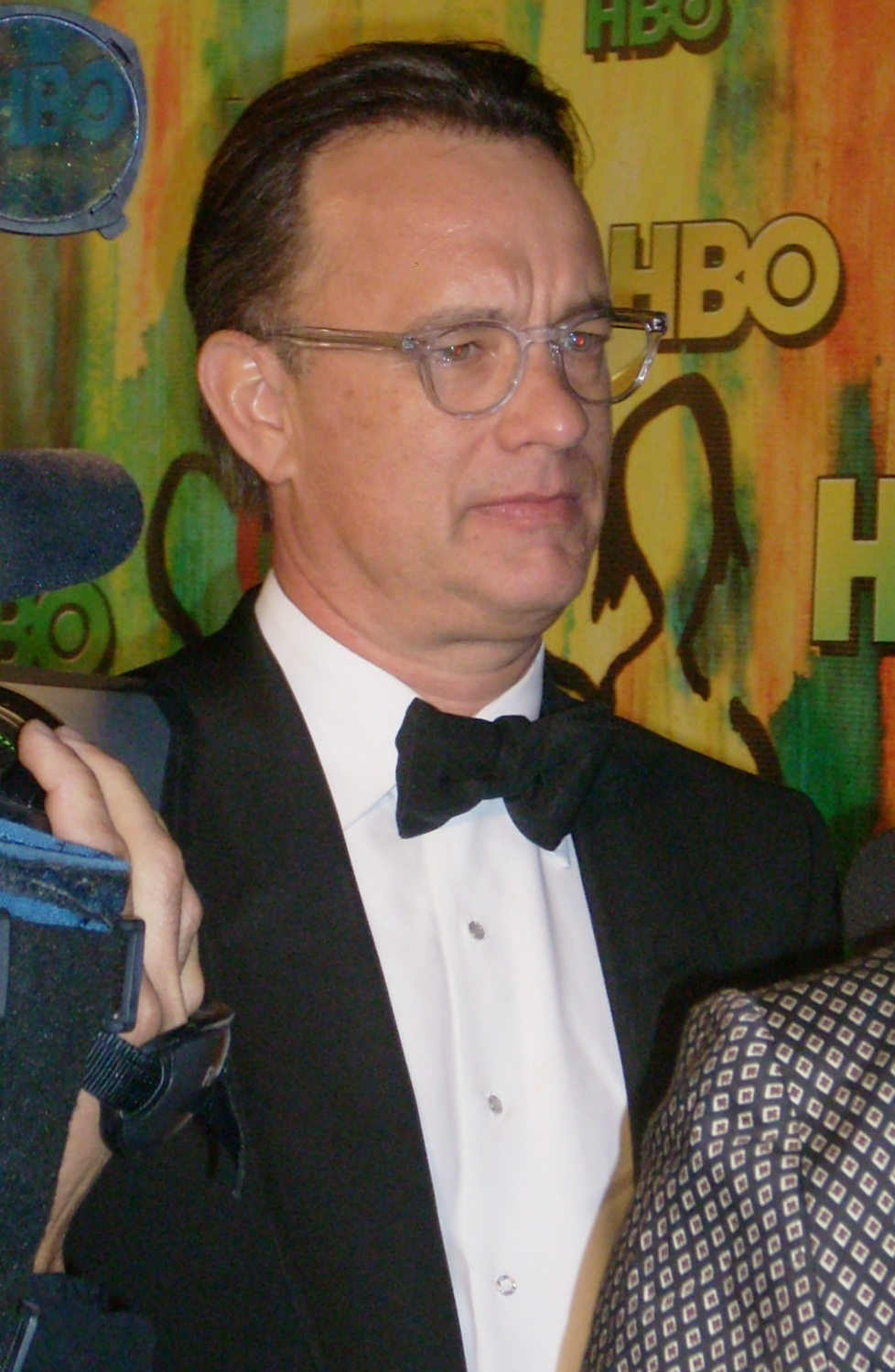
Hanks en la fiesta posterior a los Emmys en septiembre de 2008.

En 2001, Hanks produjo y ayudó a dirigir la miniserie de HBO Hermanos de sangre (Band of Brothers). También apareció en el especial de televisión benéfico América: Un homenaje a los héroes por los atentados del 11 de septiembre en Nueva York y en el documental Rescued From the Closet. Se unió al director Sam Mendes para la adaptación de la novela gráfica de Max Allan Collins y Richard Piers Rayner Camino a la perdición (Road to Perdition), en el que interpreta al antihéroe de matón que huye con su hijo. Ese mismo año colaboró nuevamente con Spielberg en el drama biográfico Atrápame si puedes (Catch Me If You Can), junto a Leonardo DiCaprio, basada en la historia real de Frank Abagnale, Jr.. El año 2002 acabó con la producción de Hanks y su mujer Rita Wilson, de la película Mi gran boda griega (My Big Fat Greek Wedding) y que fue todo un éxito de taquilla. En agosto de 2007, la pareja junto al también productor Gary Goetzman y a la escritora Nia Vardalos, inició demandas legales contra la productora Gold Circle Films por el reparto de los beneficios de la película. A los 45 años, Hanks se convirtió en el galardonado más joven que consiguió el título del American Film Institute a toda una carrera artística el 12 de junio de 2002.
En 2004, aparecería en tres films: el proyecto de los Hermanos Coen The Ladykillers, otra producción de Spielberg, La terminal (The Terminal), que se rodó en el Aeropuerto Internacional John F. Kennedy y una película navideña, The Polar Express, en captura de movimiento en 2004 trabajando por tercera vez con Zemeckis. En una entrevista a USA Weekend, Hanks hablaba de cómo escogía sus proyectos: 

[Desde] "A League of Their Own", no puede ser una película más para mí. Tiene que ponerme en marcha de alguna manera... Tiene que haber algún deseo o sentimiento que lo abarque todo acerca de querer hacer esa película en particular. Me gustaría asumir que estoy dispuesto a tomar cualquier camino para hacerlo bien.

En agosto de 2005, Hanks fue votado para ser vicepresidente de la Academia de Artes y Ciencias Cinematográficas.
Su siguiente aparición en la gran pantalla fue muy esperada ya que se pondría en la piel de Robert Langdon en el best seller de Dan Brown El código Da Vinci (The Da Vinci Code), poniéndose a las órdenes nuevamente de Ron Howard. El film fue presentado el 19 de mayo de 2006 en Estados Unidos, recaudando en todo el mundo 750 millones de dólares. A este, le siguió el documental de Ken Burns The War. Para este documental, Hanks ponía la voz de narración, leyendo extractos de columnas de la época de la Segunda Guerra Mundial de Al McIntosh. En 2006, Hanks estaba en la lista de los 1.500 celebridades recopiladas por la revista Forbes. Hanks también produjo la película de animación The Ant Bully en 2006.
Posteriormente, hizo un cameo en Los Simpson: la película, donde aparece él mismo anunciando un nuevo Gran Cañón en Springfield. El actor denuncia que el gobierno de Estados Unidos ha perdido credibilidad por lo que él usará su imagen para fomentar este nuevo lugar de interés turístico. También hizo una aparición en los créditos, diciendo “Hola, soy Tom Hanks y les pido que, si me ven en persona, déjenme en paz”. Posteriormente, en 2006, Hanks produjo la película británica Starter for 10, una comedia de unos estudiantes de clase media intentado ganar el concurso de University Challenge.
En 2007, Hanks protagonizó el film de Mike Nichols La guerra de Charlie Wilson (Charlie Wilson's War), con guion de Aaron Sorkin, en la que interpreta al congresista demócrata de Texas Charles Wilson. El film fue estrenada el 21 de diciembre de 2007, y Hanks recibió una nueva nominación a los Globo de Oro. En la tragicomedia El gran Buck Howard (The Great Buck Howard) (2008), Hanks comparte por primera vez pantalla con su hijo, el también actor Colin Hanks. Ese mismo año fue productor ejecutivo de la comedia musical Mamma Mia! y de la miniserie John Adams.

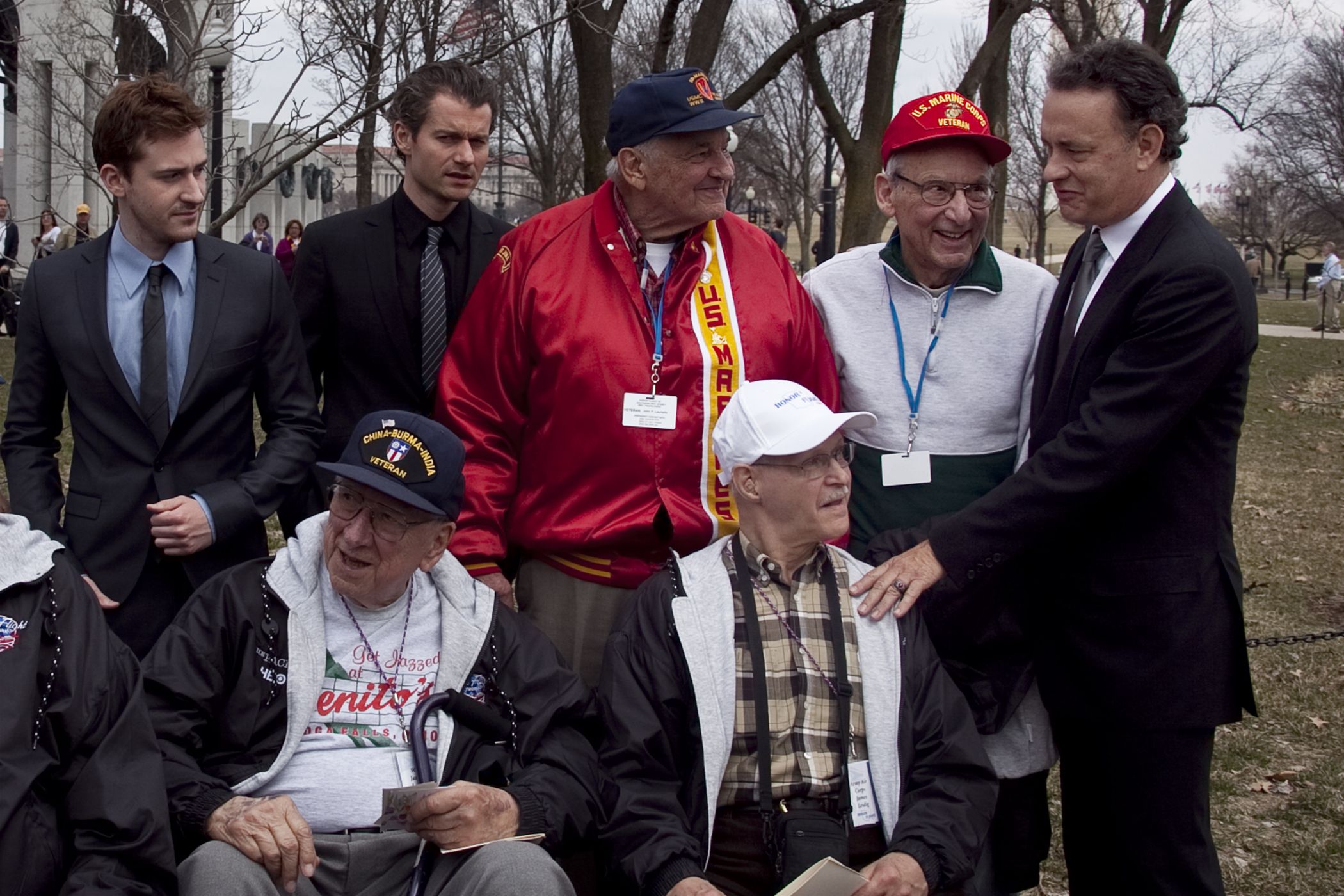
Hanks con veteranos de la Segunda Guerra Mundial en 2010.

Su siguiente proyecto fue la segunda entrega del personaje de Robert Langdon de la serie de libros de Dan Brown Ángeles y demonios (Angels & Demons). El 11 de abril de 2007 se anunciaba que Hanks volvería a interpretar su papel de Robert Langdon y que, según los informes, recibiría el salario más alto de la historia para un actor. Al día siguiente, hacía su décima aparición en el famoso programa de la NBC Saturday Night Live, apareciendo en el sketch Celebrity Jeopardy!. En 2009, Hanks produjo también el film de Spike Jonze Donde viven los monstruos (Where The Wild Things Are), basado en el libro infantil de Maurice Sendak.

### Años 2010
En 2010, Hanks retomó la voz de Woody en Toy Story 3 y posteriormente él (junto a las otras voces del reparto como Tim Allen y John Ratzenberger) fueron invitados a una sala para ver el rollo completo de la historia de la película. El film se convirtió en la primera producción animada que superaba los mil millones de recaudación en todo el mundo. Ese año también se encargó de la producción ejecutiva de la miniserie The Pacific, continuación del éxito Band of Brothers.
En 2011, dirigió y protagonizó junto a Julia Roberts la comedia romántica Larry Crowne, una película que tuvo unas pobres críticas. También en 2011, protagonizó el drama Tan fuerte, tan cerca (Extremely Loud and Incredibly Close). En 2012, volvió a su faceta de actor de voz al interpretar a Cleveland Carr en al serie web Electric City. Completó el año con el proyecto de las Hermanas Wachowski en la adaptación de la novela El atlas de las nubes (Cloud Atlas), y fue productor ejecutivo de la miniserie Game Change. Ambas no tuvieron ni buenas críticas ni mucho éxito en taquilla.

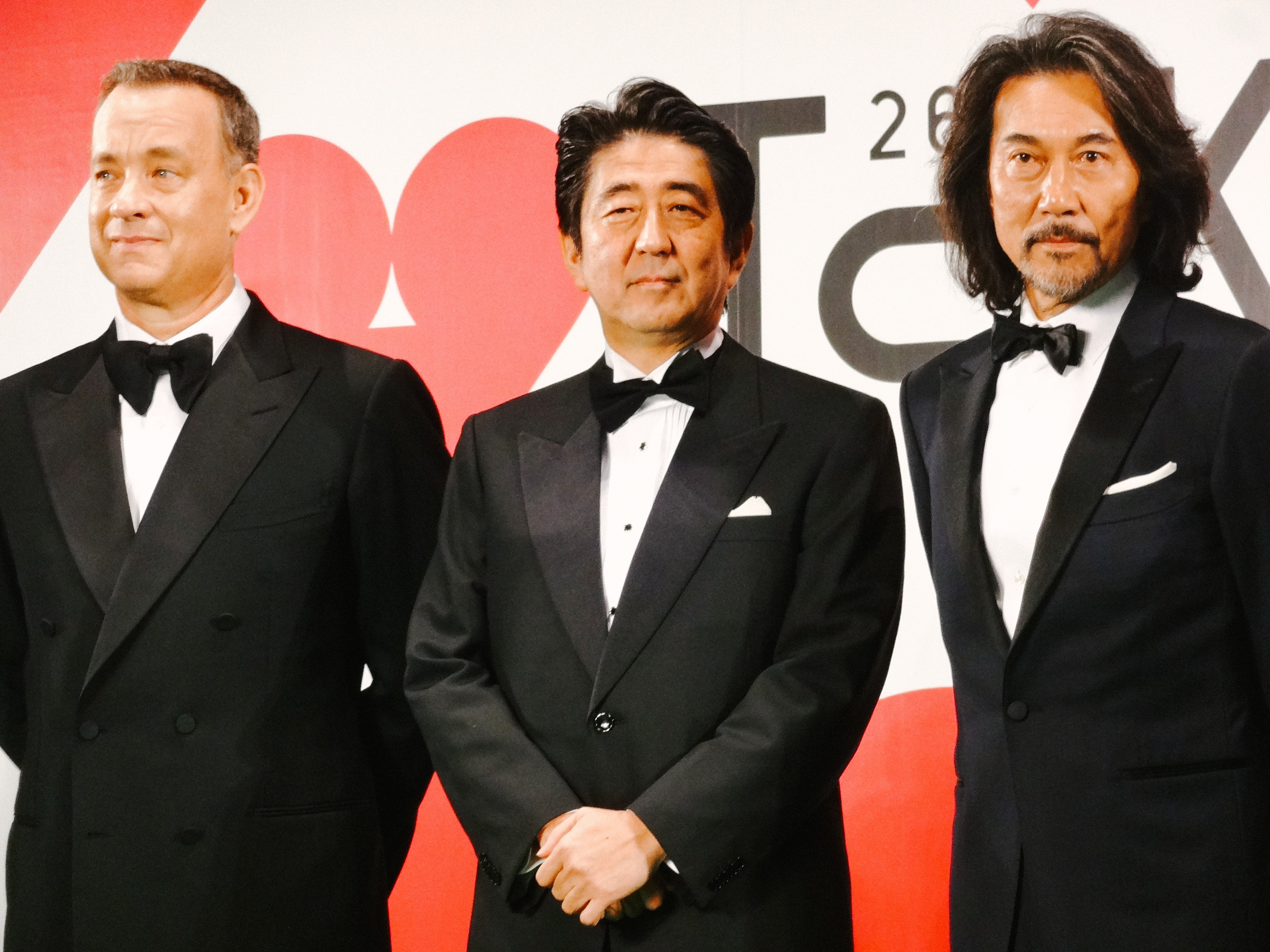
Hanks, el primer ministro de Japón Shinzō Abe y Koji Yakusho en el Festival Internacional de Cine de Tokio de 2013.

En 2013, Hanks protagonizó dos películas aclamadasː Capitán Phillips dirigida por Paul Greengrass y basada en hechos reales sobre el ataque de piratas somalíes a un mercante y Al encuentro de Mr. Banks (Saving Mr. Banks) dirigida por John Lee Hancock, en la que interpretó a Walt Disney donde relata la preparación de la película de Mary Poppins. Por esta última, Hanks recogió dos nominaciones al BAFTA al mejor actor y el Globo de Oro al mejor actor - Drama. Ese mismo año, Hanks hizo su debut en Broadway, protagonizando la producción Lucky Guy de Nora Ephron, por la que fue nominado al Premio Tony al mejor actor teatral.
En 2014, el The New Yorker publicaba el relato corto de Hanks "Alan Bean Plus Four" el 27 de octubre. En él se relata la vida del astronauta Alan Bean, a través de los recuerdos de los cuatro compañeros que hicieron con él el vuelo a la Luna en el Apolo 12. La revista Slate encontró el cuento como "mediocre". En una entrevista al The New Yorker, Hanks dijo que siempre la había fascinado el espacio. Afirmó también que construyó modelos plásticos de cohetes cuando era niño y vio las retransmisiones en vivo de las misiones espaciales en la década de los 60.
En marzo de 2015, Hanks apareció en el videoclip de Carly Rae Jepsen "I Really Like You", sincronizando los labios con la mayoría de las letras de las canciones mientras realiza su rutina diaria. Su siguiente proyecto fue su cuarta colaboración con Steven Spielberg al protagonizar el drama histórico El puente de los espías (Bridge of Spies), en el que interpreta al abogado James B. Donovan que negoció el intercambio del piloto Francis Gary Powers por el del espía del KGB Rudolf Abel en Berlín. Fue estrenada en octubre de 2015 con una buena acogida. En abril de 2016, Hanks encarnó a Alan Clay en el tragicomedia Esperando al rey (A Hologram for the King), adaptación de la novela homónima. Era la segunda vez que se puso a las órdenes de Tom Tykwer después de Cloud Atlas en 2012.

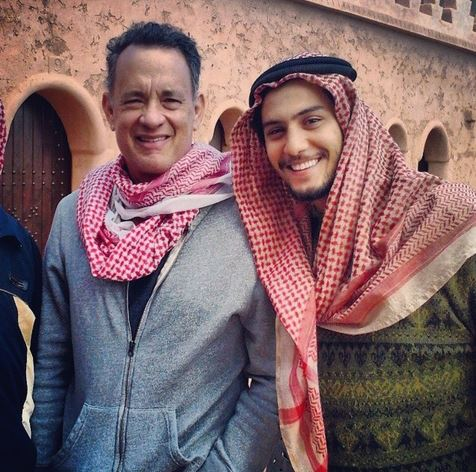
Hanks en el set de rodaje de Esperando al rey en Japón en 2016.

En 2016 protagoniza una película dirigida por Clint Eastwood basada en hechos reales, Sully, donde se pone en la piel del capitán Chesley Sullenberger que aterriza de urgencia de un avión de pasajeros en el río Hudson. Su siguiente trabajo fue completar la trilogía de Robert Langdon en Inferno (2016), coprotagoniza junto a Emma Watson el drama de ciencia ficción de 2017, El círculo (The Circle) y trabajó por quinta vez con Spielberg junto con Meryl Streep en Los archivos del Pentágono (The Post). En su aspecto como actor de voz, fue David S. Pumpkins en el The David S. Pumpkins Halloween Special, estrenado el 28 de octubre de 2017 en la NBC, un personaje que él ya había interpretado en algunos episodios de Saturday Night Live.
En 2019 una vez más da vida a Woody en Toy Story 4, estrenada el 21 de junio de ese año. A finales de año, Hanks encarna a Fred Rogers en el biopic de Marielle Heller Un amigo extraordinario (A Beautiful Day in the Neighborhood) por el que fue nominado por primera vez al Óscar al mejor actor de reparto. La película fue estrenada el 22 de noviembre de 2019 por Sony Pictures.

### Años 2020
El 11 de marzo de 2020, Hanks publicó en su cuenta oficial de Instagram que tanto él como su esposa Rita Wilson, dieron positivo en los análisis del virus originado en China a finales de 2019, Coronavirus (COVID-19), mientras estaban de viaje en Australia. Después de ser dado de alta el 17 de marzo, el 11 de abril, Hanks hizo su primera aparición en televisión en Saturday Night Live. Hanks hizo el monólogo de apertura en su casa, pero no apareció en ninguno de los sketchs. Presentó diferentes sketchs filmados desde las casas de otros miembros del programa. 
En 2020, durante la pandemia de COVID-19, se estrenó la película Greyhound, especial de Apple TV+ donde Tom Hanks interpreta al capital Krause, conduciendo un convoy aliado durante la Segunda Guerra Mundial. A finales de ese año, Hanks protagonizó el drama Noticias del gran mundo (News of the World), volviéndose a juntar con el director Paul Greengrass y que sería estrenada el 23 de diciembre de 2020. El crítico de cine David Rooney de The Hollywood Reporter alababa la interpretación de Hanks:

Hanks ha construido una carrera interpretando a hombres completamente decentes, por lo que su casting aquí es totalmente de tipo. Pero la emoción y el dolor, la compasión innata que recorre su caracterización hacen de esta una actuación enormemente placentera de ver, con nuevas profundidades tanto de bondad como de arrepentimiento que siguen revelándose.

En 2021, Tom Hanks protagonizó Finch, donde interpretó a un hombre de la tercera edad que habita solo en la tierra junto con su perro y un robot,  esta película de ciencia ficción fue lanzada en Apple TV+.

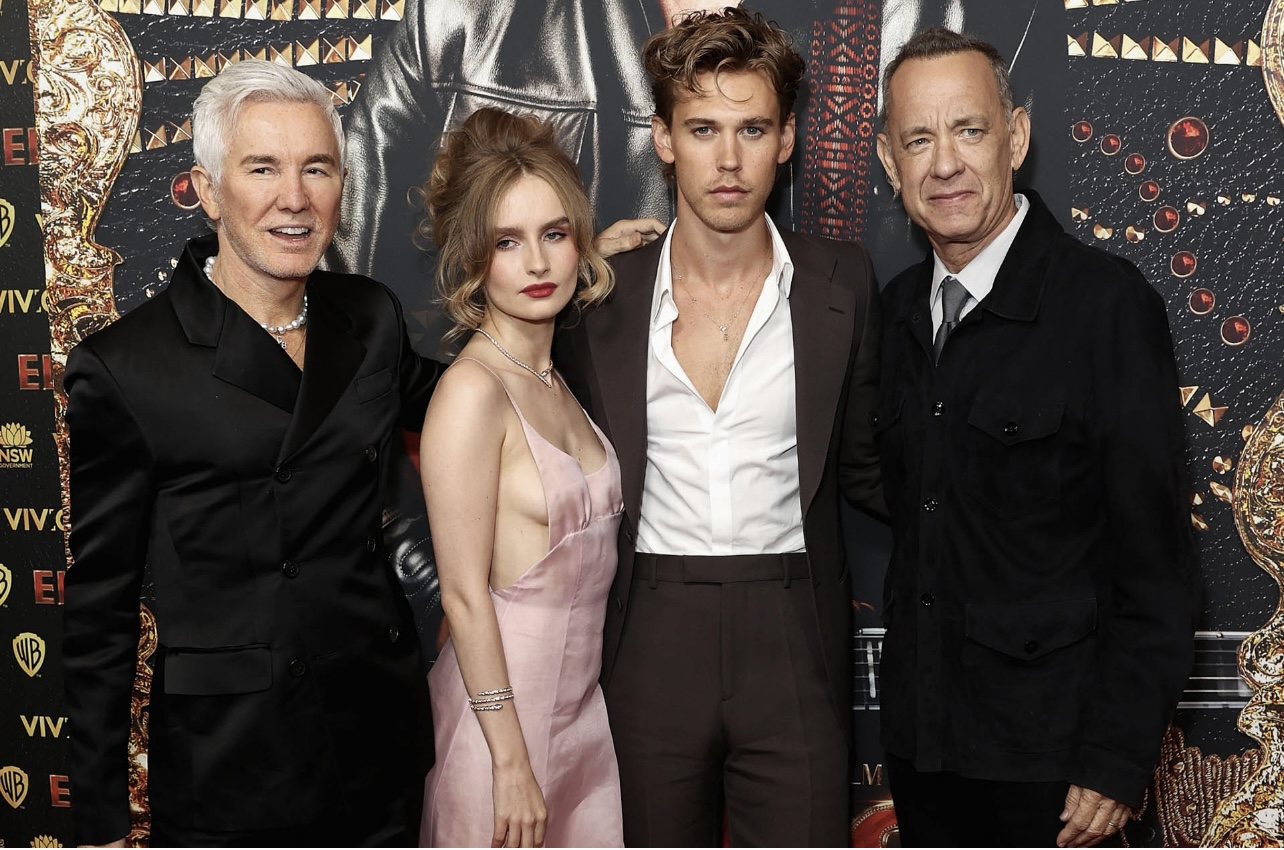
Hanks con el director y parte del reparto de la premiere de Elvis (2022).

Luego en 2022, hizo la película basada en hechos reales Elvis, protagonizada por Austin Butler, donde Hanks interpretó a Tom Parker el mánager de Elvis Presley. El rodaje comenzó a principios de 2020 en Queensland (Australia) y sería estrenada en junio de 2022.
Luego volvió a trabajar de nuevo con Robert Zemeckis y Disney, haciendo una nueva versión de Pinocho basada en la película animada de 1940 del mismo nombre donde interpretó a Geppetto, el padre carpintero de Pinocho y compartió reparto junto con Joseph Gordon-Levitt, Cynthia Erivo, Luke Evans y Keegan-Michael Key. Su intervención en el film, que fue dirigida por Zemeckis, se confirmó oficialmente en diciembre de 2020. También interpretó a Otto, un jubilado viudo y amargado, en una adaptación sueca en A Man Called Otto.
HBO confirmó en enero de 2013 que estaba desarrollando una tercera miniserie de la Segunda Guerra Mundial basada en el libro Masters of the Air de Donald L. Miller con Hanks y Spielberg, después de Band of Brothers y The Pacific. NME informó en marzo de 2017 que la producción estaba avanzando bajo el título provisional The Mighty Eighth. El 11 de octubreEn 2019, se anunció que la serie mantendría el título del libro y que la miniserie se transmitiría en Apple TV+ debido a restricciones presupuestarias en HBO. Se esperaba que Masters of the Air costara 200 millones de dólares y tuviera una duración de al menos ocho horas. La serie se estrenó el 26 de enero de 2024. Hanks también aparece en el jardín de las bestias, una adaptación del libro de no ficción de 2011 del director Joe Wright sobre el diplomático estadounidense William Dodd. En febrero de 2022, se anunció que Hanks protagonizará la adaptación cinematográfica de Here, una novela gráfica de Richard McGuire, dirigida por Robert Zemeckis.[151]

## Vida personal

### Matrimonio e hijos

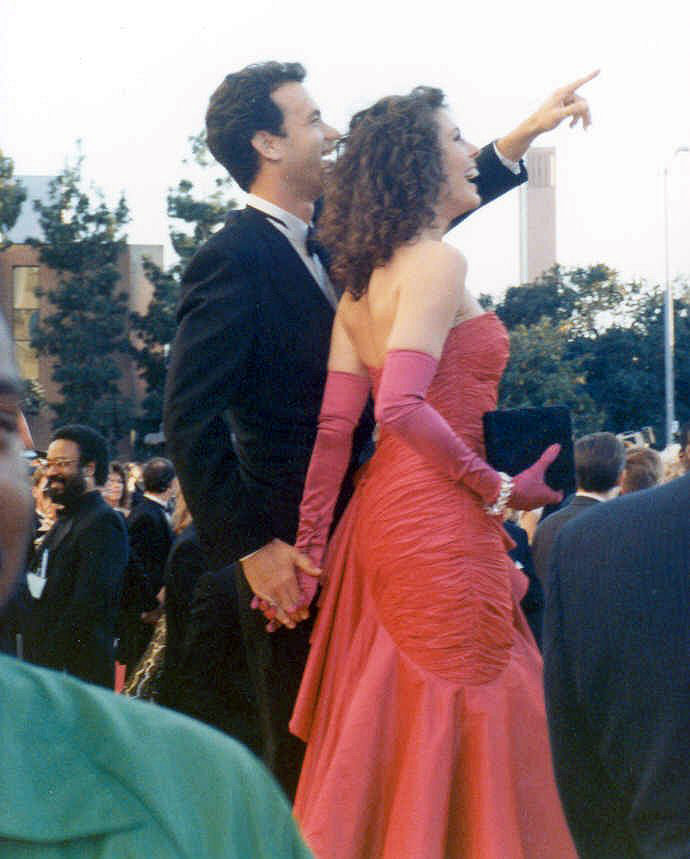
Hanks en la ceremonia de los Óscar con su esposa Rita Wilson en 1989.

Se casó por primera vez con Samantha Lewes en 1978 y fueron padres de dos hijos: el también actor Colin Hanks (1977) y Elisabeth Ann (1982). La pareja se divorció en 1985. Samantha falleció de cáncer óseo en 2002.
En 1981, Hanks conoció a la actriz Rita Wilson en el rodaje de la serie Bosom Buddies (1980-1982), y volvieron a coincidir en el rodaje de Voluntarios (1985). Wilson es descendiente de familia búlgara y griega y practicante de la Iglesia ortodoxa griega. Antes de casarse, Hanks se convirtió a la fe cristiana ortodoxa. Hanks y Wilson se casaron en 1988, con quien tiene dos hijos, Chester Marlon "Chet" (1991), que ha tenido papeles en series como Empire y Shameless. El más joven, y también actor, Truman Theodore, nació en 1995. Hanks vive con su familia en Los Ángeles, California, y Ketchum (Idaho).
El actor ha confirmado que padece diabetes tipo 2. Tenía niveles altos de glucosa desde los 36 años.

### Ciudadanía griega
En julio de 2020, el presidente griego Prokópis Pavlópoulos, le otorgó a Hanks y a su esposa, Rita Wilson, la nacionalidad de este país, que según la legislación griega se puede conceder a aquellos que "han prestado servicios excepcionales al país o cuya nacionalización sirve de interés público". En enero de ese mismo año, el matrimonio Hanks y sus hijos habían sido nombrados ya "ciudadanos honorarios" como agradecimiento a su labor en la captación de fondos para las víctimas del devastador incendio forestal de las cercanías de Atenas en el verano de 2018. El matrimonio se encuentra muy vinculado al país heleno, de donde procede la familia de Rita Wilson y donde poseen una casa en la isla de Antíparos.

### Activismo político

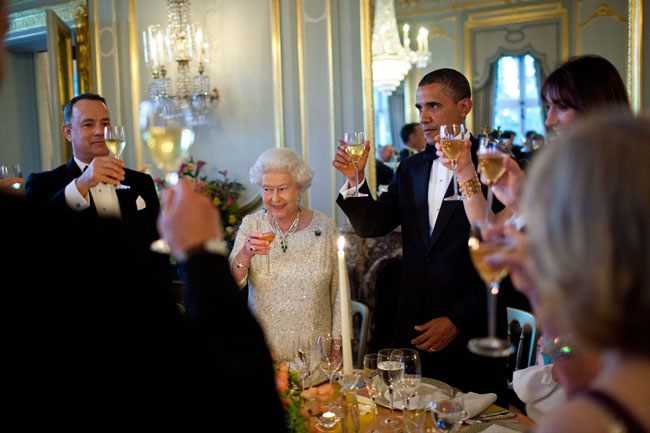
Hanks con la reina Isabel II y el presidente de los Estados Unidos, Barack Obama, en Winfield House en Londres.

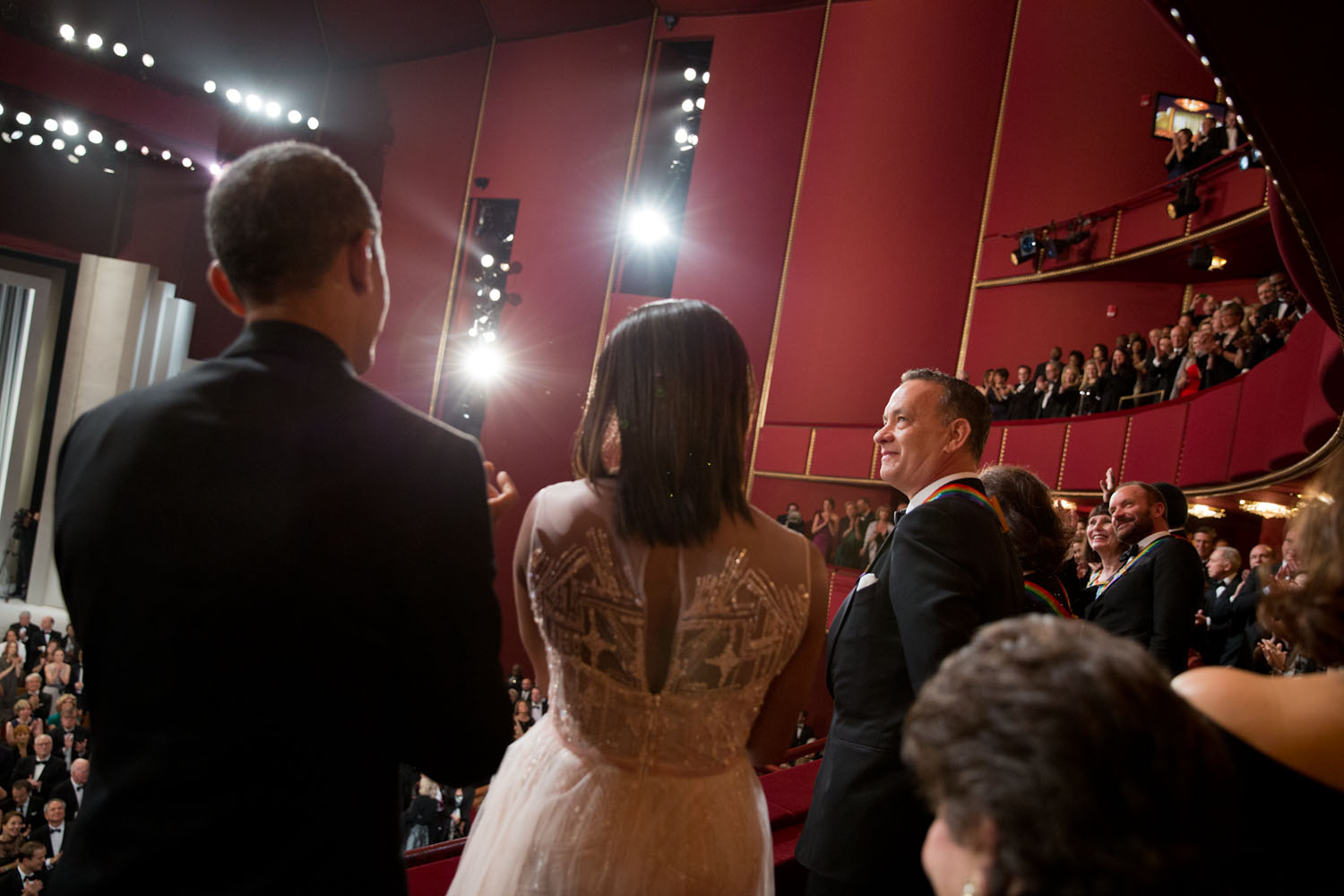
Hanks con el presidente Barack Obama y la primera dama Michelle Obama en la Kennedy Center Honors.

Hanks ha sido donante habitual de políticos demócratas, y durante las elecciones presidenciales de 2008 subió un video en Myspace de apoyo a Barack Obama. También fue el narrador del documental de 2012, The Road We've Traveled, creada para la campaña de Barack Obama. En 2016, Hanks apoyó a la candidata demócrata Hillary Clinton en las elecciones presidenciales y a Joe Biden en las de 2020.
Hanks se posicionó abiertamente en contra de la proposición número 8 de 2008 del Congreso de California, una enmienda a la Constitución de California que definía el matrimonio como una unión sólo entre un hombre y una mujer. Hanks y otras celebridades recaudaron 44 millones de dólares en la campaña contra esta propuesta, en comparación a la de los favorables a la propuesta que recaudaron 39 millones, a pesar de que la proposición consiguió ser aprobada por el 52% de los votos. Fue anulada en junio de 2013, cuando el Tribunal de Apelaciones levantó la suspensión del fallo del tribunal de distrito, lo que permitió al gobernador Jerry Brown volver a ordenar ceremonias de matrimonio entre personas del mismo sexo. Mientras estaba presentando la serie de televisión en enero de 2009, Hanks llamó a los favorables a la proposición 8 "antiamericanos" y criticó con dureza a los miembros de La Iglesia de Jesucristo de los Santos de los Últimos Días, que eran los principales defensores de la propuesta, por su visión del matrimonio. Una semana después, pidió disculpas por estas declaraciones y apelando a cada votante a votar según su conciencia.
Como defensor del medioambientalismo, Hanks es defensor del vehículo eléctrico y posee un Toyota RAV4 eléctrico y la primera producción AC Propulsion eBox. Era arrendatario de un EV1 antes de que fuera retirado del mercado, como se relata en el documental Who Killed the Electric Car?

### Otras actividades

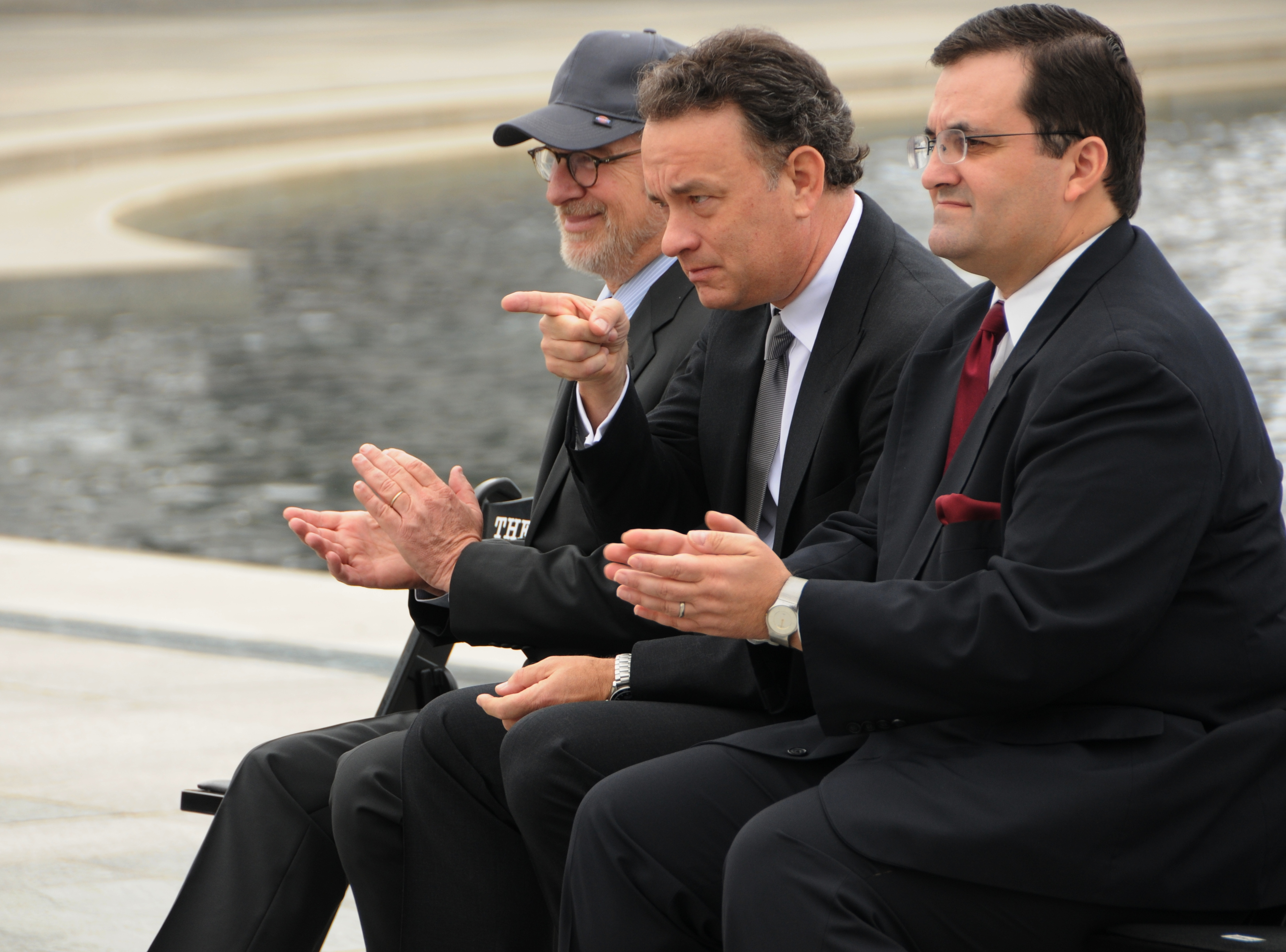
Hanks (al centro) con Steven Spielberg en el Memorial nacional a la Segunda Guerra Mundial en marzo de 2010.

Hanks es miembro de la National Space Society (organización fundada por Wernher von Braun), que sirve en la Junta de Gobernadores de la organización no lucrativa educativa de promoción del espacio. También produjo la miniserie de HBO y anteriormente citada De la Tierra a la Luna, sobre el programa Apolo para enviar astronautas a la Luna. Además, Hanks coescribió y coprodujo el IMAX Magnífica desolación: Caminar en la Luna en 3D.
En 2006, la Fundación Espacial premió a la Organización de Divulgación Morrow Douglas. El premio se otorga anualmente a una persona u organización que haya hecho contribuciones significativas a la conciencia pública de los programas espaciales.
En junio de 2006, Hanks fue incluido como miembro honorario del salón de la fama de la United States Army Rangers por su interpretación en la película Saving Private Ryan. El 10 de marzo de 2008, Hanks estuvo presente en el Salón de la Fama del Rock and Roll para presentar a The Dave Clark Five.
Hanks es un coleccionista de máquinas de escribir y las utiliza casi cada día. En agosto de 2014, Hanks presentó la Writer, una aplicación iOS que emula la experiencia de escribir en máquinas de escribir y que llegó a alcanzar la número uno de aplicaciones descargadas en App Store.
Después de contagiarse y haberse recuperado de la COVID-19, Hanks y su mujer donaron sus anticuerpos para la investigación del virus.

## Legado e impacto

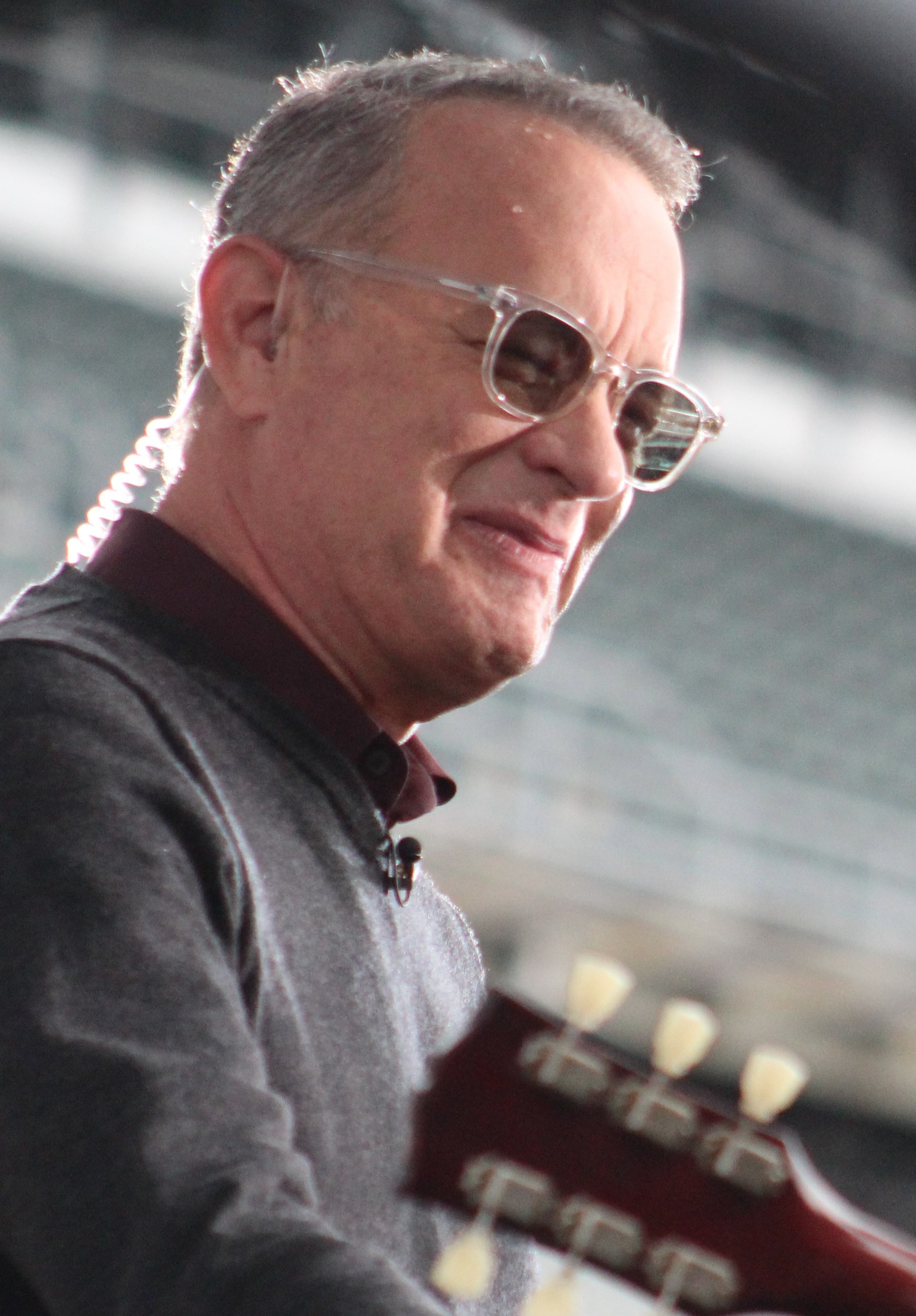
Hanks en 2020.

En 2013, mientras protagonizaba en Broadway, Lucky Guy, de Nora Ephron, trescientos fanes lo esperaron después de una función. Este es el mayor número de aficionados que ha esperado después de una función en Broadway.
Hanks se sitúa como la segunda estrella en taquilla de todos los tiempos, con más de 11774 mil millones de dólares de taquilla bruta, un promedio de 196 millones por película. Ha participado en 31 películas que recaudaron más de 100 millones de dólares en la taquilla mundial. La película más taquillera en la que ha participado fue Toy Story 4 en 2019. A partir de 2014, las películas de Hanks han recaudado más de 4,2 mil millones en la taquilla de Estados Unidos y Canadá y más de 8400 millones en todo el mundo, lo que lo convierte en la mayor estrella de taquilla de todos los tiempos. El asteroide (12818) Tomhanks lleva su nombre.
En 2003, Hanks fue votado en el número tres de la cadena Channel 4 de las 100 estrellas de todos los tiempos, y en el número 22 de la lista VH1 de los "200 Greatest Pop Culture Icons of All Time". También fue incluido en la lista Forbes de "los famosos más poderosos del mundo", en las ediciones de 2000, 2002 y 2003. En enero de 2019, Hanks fue votado como el número 1 de la lista de mejores actores de Ranker.
Hanks fue invitado de la Desert Island Discs de BBC Radio 4 (siguiendo los pasos de John Huston, Arthur Rubinstein, Luciano Pavarotti y más de 2.500 famosos que han sido invitados, el 8 de mayo de 2016, dando una entrevista de 45 minutos con información sobre su vida personal y carrera.

## Filmografía completa
- Despedida de soltero (1984)
- 1, 2, 3... Splash (1984)
- El hombre con un zapato rojo (1985)
- The Money Pit (1986)
- Nada en Común (1986)
- Big (1988)
- Socios y sabuesos (1989)
- La hoguera de las vanidades (1990)
- Ellas dan el golpe (1992)
- Sleepless in Seattle (1993)
- Philadelphia (1993)
- Forrest Gump (1994)
- Apolo 13 (1995)
- Toy Story (1995)
- The Wonders (1996)
- Saving Private Ryan (1998)
- You've Got Mail (1998)
- Toy Story 2 (1999)
- The Green Mile (1999)
- Náufrago (2000)
- Atrápame si puedes (2002)
- Camino a la perdición (2002)
- La terminal (2004)
- The Polar Express (2004)
- The Ladykillers (2004)
- El código Da Vinci (2006)
- Charlie Wilson's War (2007)
- Ángeles y demonios (2009)
- Toy Story 3 (2010)
- Extremely Loud and Incredibly Close (2011)
- Cloud Atlas (2012)
- Capitán Phillips (2013)
- Saving Mr. Banks (2013)
- Bridge of Spies (2015)
- Esperando al rey (2016)
- Inferno (2016)
- Sully (2016)
- The Post (2017)
- El círculo (2017)
- A Beautiful Day in the Neighborhood (2019)
- Toy Story 4 (2019)
- News of the World (2020)
- Greyhound (2020)
- Finch (2021)
- Elvis (2022)
- Pinocho (2022)
- A Man Called Otto (2022)
- Asteroid City (2023)
- Here (2024)
- The Phoenician Scheme (2025)
- Toy Story 5 (2026)

## Premios y distinciones
Premios Óscar
| Año  | Categoría              | Película                            | Resultado |
| ---- | ---------------------- | ----------------------------------- | --------- |
| 1989 | Mejor actor            | Big                                 | Nominado  |
| 1994 | Mejor actor            | Philadelphia                        | Ganador   |
| 1995 | Mejor actor            | Forrest Gump                        | Ganador   |
| 1999 | Mejor actor            | Saving Private Ryan                 | Nominado  |
| 2001 | Mejor actor            | Náufrago                            | Nominado  |
| 2019 | Mejor actor de reparto | A Beautiful Day in the Neighborhood | Nominado  |

Premios Globo de Oro
| Año  | Categoría                       | Película                            | Resultado |
| ---- | ------------------------------- | ----------------------------------- | --------- |
| 1988 | Mejor Actor - Comedia o musical | Big                                 | Ganador   |
| 1993 | Mejor Actor - Comedia o musical | Sleepless in Seattle                | Nominado  |
| 1993 | Mejor Actor - Drama             | Philadelphia                        | Ganador   |
| 1994 | Mejor Actor - Drama             | Forrest Gump                        | Ganador   |
| 1998 | Mejor Actor - Drama             | Saving Private Ryan                 | Nominado  |
| 2000 | Mejor Actor - Drama             | Náufrago                            | Ganador   |
| 2007 | Mejor Actor - Comedia o musical | Charlie Wilson's War                | Nominado  |
| 2013 | Mejor Actor - Drama             | Capitán Phillips                    | Nominado  |
| 2018 | Mejor Actor - Drama             | The Post''                          | Nominado  |
| 2020 | Mejor Actor de Reparto          | A Beautiful Day in the Neighborhood | Nominado  |
| 2020 | Premio Cecil B. DeMille         | Premio Cecil B. DeMille             | Ganador   |

Premios Emmy
| Año  | Categoría                                                        | Serie            | Resultado |
| ---- | ---------------------------------------------------------------- | ---------------- | --------- |
| 2002 | Mejor miniserie                                                  | Band of Brothers | Ganador   |
| 2002 | Mejor dirección en una miniserie, telefilme o especial dramático | Band of Brothers | Ganador   |

Premios BAFTA
| Año  | Categoría                       | Película                            | Resultado |
| ---- | ------------------------------- | ----------------------------------- | --------- |
| 1994 | BAFTA al Mejor Actor            | Forrest Gump                        | Nominado  |
| 1998 | BAFTA al Mejor Actor            | Saving Private Ryan                 | Nominado  |
| 2000 | BAFTA al Mejor Actor            | Náufrago                            | Nominado  |
| 2013 | BAFTA al Mejor Actor            | Capitán Phillips                    | Nominado  |
| 2019 | BAFTA al Mejor Actor de reparto | A Beautiful Day in the Neighborhood | Nominado  |

Premios del Sindicato de Actores
| Año  | Categoría              | Película                            | Resultado |
| ---- | ---------------------- | ----------------------------------- | --------- |
| 1994 | Mejor actor            | Forrest Gump                        | Ganador   |
| 1999 | Mejor reparto          | Saving Private Ryan                 | Nominado  |
| 1999 | Mejor actor            | Saving Private Ryan                 | Nominado  |
| 2000 | Mejor reparto          | The Green Mile                      | Nominado  |
| 2001 | Mejor actor            | Náufrago                            | Nominado  |
| 2013 | Mejor actor            | Capitán Phillips                    | Nominado  |
| 2019 | Mejor actor de reparto | A Beautiful Day in the Neighborhood | Nominado  |

Premios Golden Raspberry
| Año  | Categoría             | Película | Resultado |
| ---- | --------------------- | -------- | --------- |
| 2023 | Peor actor            | Pinocho  | Nominado  |
| 2023 | Peor actor de reparto | Elvis    | Nominado  |